# Jennette, Arkansas
Jennette là một thị trấn thuộc quận Crittenden, tiểu bang Arkansas, Hoa Kỳ. Năm 2010, dân số của thị trấn này là 115 người.

## Dân số
- Dân số năm 2000: 124 người.
- Dân số năm 2010: 115 người.